# Lakandonska
Lakandonska är ett mayaspråk som talas i delstaten Chiapas, Mexiko. Enligt Mexikos folkräkning talades språket av bara 20 personer. Språket anses vara hotat. Lakandonskans inhemska namnet är jach-t'aan som betyder "äkta språket".
Lakandonska skrivs med latinska alfabetet.

## Fonologi

### Konsonanter
|             |             | Labial | Alveolar | Alveolopalatal | Palatal | Velar | Glottal |
| ----------- | ----------- | ------ | -------- | -------------- | ------- | ----- | ------- |
| Klusil      | Norm.       | p \| b | t        |                |         | k     | ʔ       |
| Klusil      | Ejektiv     | p'     | t'       |                |         | k'    |         |
| Affrikat    | Norm.       |        | ts       | ʧ              |         |       |         |
| Affrikat    | Ejektiv     |        | ts'      | ʧ'             |         |       |         |
| Frikativ    | Frikativ    |        | s        | ʃ              |         |       | h       |
| Nasal       | Nasal       | m      | n        |                |         |       |         |
| Lateral     | Lateral     |        | l        |                |         |       |         |
| Approximant | Approximant |        |          |                | j       | w     |         |

Källa:

### Vokaler
|            | Främre | Central | Bakre |
| ---------- | ------ | ------- | ----- |
| Sluten     | i      |         | u     |
| Halvsluten | e      | ə       | o     |
| Öppen      |        | a       |       |

Källa: